# Charles Warren

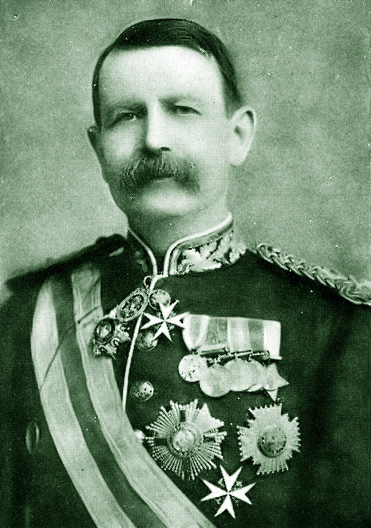
Charles Warren.

Charles Warren (1840-1927) fue un militar y arqueólogo británico que ingresó a los 17 años al Real Cuerpo de Ingenieros donde desarrolló una meteórica carrera. Entre 1867 y 1870, el entonces joven capitán Warren realizó numerosas exploraciones en la región de Palestina, las cuales son las bases del conocimiento de la topografía de la antigua Jerusalén y de la arqueología de la zona.
Durante la década de 1870 fue enviado al sur de África, hasta que en 1880 retornó al Reino Unido. En 1882 volvió a África, donde participó en las acciones británicas de reclamación del territorio conocido como Bechuanalandia, y tuvo bajo su mando a la guarnición de Suakim (1886). Ese último año fue nombrado jefe de la Policía Metropolitana en Reino Unido, cargo que desempeñó durante dos años. Al año siguiente comandó las tropas británicas coloniales en Singapur durante cinco años.
Con el grado de teniente general durante la guerra anglo-bóer, Warren comandó la 5.ª División de la Fuerza Sudafricana. Su derrota en Spion Kop desató una fuerte controversia sobre sus habilidades militares, pero en la posterior ofensiva en Natal tuvo éxito al lograr cruzar el río Tugela y capturar la posición de Pieters Hill, estratégica ubicación que posibilitó la posterior liberación de la asediada ciudad británica de Ladysmith. Al finalizar la guerra, Warren ocupó importantes cargos administrativos en la Colonia de El Cabo.
En 1904 fue ascendido al rango de general y en los años siguientes estuvo considerado en la lista de militares por retirarse. Luego de su retiro del ejército, Warren -un activo masón- participó activamente en el recién fundado movimiento Scout.

## Palestina Occidental-Jerusalén
En 1867, Warren fue reclutado por la Fondo para la Exploración de Palestina conducida para "reconocimento" de la Arqueología Bíblica con una vista de las investigaciones y de las posteriores excavaciones subterráneas en Siria Otomana, pero más específicamente en la Tierra Santa de la Palestina Bíblica. Durante la encuesta  PEF  de Palestina, dirigió una de las mayores excavaciones en el Monte del Templo en Jerusalén con lo que se anuncia una nueva época en la arqueología Bíblica. Su descubrimiento más significativo fue un pozo de agua, conocido ahora como Pozo de Warren, y una serie de túneles y cisternas subterráneas del Monte del Templo, incluyendo la llamada Puerta de Warren. Warren y su equipo también improvisaron un mapa topográfico de Jerusalén y haciendo la primera excavación de Tell es-Sultan , ubicación de la ciudad bíblica de Jericó.
Los hallazgos de su expedición fueron publicados más tarde como "La encuesta de Palestina Occidental-Jerusalen" (1871), "El subterráneo de Jerusalen" (1876) y "La Tierra Prometida" (1875).
En 1870, Warren regresó a Inglaterra por su mala salud.
En una publicación del 2013, The Walls of the Temple Mount, (Las paredes del Monte Templo) proporcionaron más detalles acerca de su trabajo de Warren, resumidos en una revisión de su libro.
"... el concentró en una excavación pozos subterráneos debajo del terreno del nivel de las partes bajas externas de la pared del Templo Monte, grabados en diferentes tipo de cantera, encontró diferentes niveles y otros presentaciones, como el Arco de Robinson en la parte occidental y la calle de Herodes debajo ... en 1984 la PEF publicó una gran carpeta con los 50 mapas, planos y dibujos de Warren, titulados Planos, Elevaciones, Secciones, etc. Los resultados de las excavaciones en Jerusalen 1867-1870, son ahora conocidos como el 'Atlas de Warren'."

## El General Charles Warren y Jack el Destripador
El General Charles Warren ocupó el más alto cargo de la Policía Metropolitana británica desde marzo de 1886. Y presentó su dimisión, que le fue aceptada por el Secretario del Interior Sir Henry Mattews, el 9 de noviembre de 1888 (por curiosa coincidencia) el mismo día del asesinato de Mary Jane Kelly.
Como podrá constatarse, Warren fue el supremo jerarca policial británico durante el período de los homicidios clásicamente atribuidos a Jack el Destripador.
Los comentaristas que abordan la fase en que Sir Charles asumió tan prominente jefatura, ponen énfasis, con frecuencia, en su reputación de profesional disciplinado, rígido, e incluso cruel.
En 1887, siendo Jefe de Policía, ordenó una violenta represión contra una protesta de trabajadores, sindicalistas e intelectuales que se concentraron en Trafalgar Square (en español: Plaza Trafalgar). A resultas de dicho incidente, murieron dos manifestantes, decenas resultaron heridos, y se arrestó a centenares. La prensa catalogó al suceso con el mote de “Domingo Sangriento”.
De su actividad militar se le recuerda, entre otras intervenciones, por su dura eficacia al comandar fuerzas inglesas en la segunda guerra anglo-bóer, ocurrida entre 1899 y 1902.
Paul Begg, destaca, en otro orden, sus ríspidas relaciones con su antecesor en el puesto de Jefe de la Policía Metropolitana, Sir James Monro.
El General precipitó la dimisión de su colega, y luego pasó a ocupar el cargo de aquel; pero al renunciar a su vez, el 9 de noviembre de 1888, fue sustituido tiempo más tarde por el antes defenestrado Monro.
Los ripperólogos Wilson y Odell, también aluden a estas malas relaciones entre ambos jerarcas, y las califican de “odio” recíproco.
Incluso mencionan una teoría (descartada por extravagante), planteada en una carta dirigida desde Australia, donde se acusó a James Monro de ser el Destripador, y de haber cometido los crímenes con el propósito de desprestigiar la labor de su superior hasta provocar su renuncia.
Los mismos expertos se muestran escépticos acerca del modo de actuar de Sir Charles y apuntan que: “…la policía metropolitana sufría cierto desorden y decepción bajo el mando de Warren…”.
Otros autores llegan aún más lejos en sus ácidas críticas . Patricia Cornwell tilda la negativa del militar a que se tomasen fotografías a la pintada de la calle Goulston como: “otra decisión estúpida”.
En obras de ficción igualmente se tiende a ridiculizarlo por adoptar aquella medida. Robert Bloch, en “La noche del Destripador”, recrea la resistencia del Comandante Henry Smith y de otros agentes de la City de Londres ante la decisión autoritaria de Warren, al ordenar quitar la consigna escrita en la pared.
El incidente de referencia se verificó después del segundo crimen cometido por Jack el Destripador el 30 de septiembre de 1888, cuando asesinó a la prostituta Catherine Eddowes. En la fachada de un edificio cercano al lugar de este crimen, lucía pintada una extraña consigna: "Los judíos serán las personas a las cuales no se culpará de nada". Mientras los primeros policías que allí llegaron querían fotografiar ese grafiti creyendo que podía provenir del asesino, a las 5 de la mañana se personó en dicho lugar el general Charles Warren, pues esa presunta prueba quedaba bajo la competencia de la Policía Metropolitana. El general mandó borrar la pintada sin esperar a que amaneciera para ser fotografiada, decisión aceptada a regañadientes por los restantes policías.
Los periódicos no proclives al gobierno le fueron adversos. The Star, en su edición del sábado 13 de octubre de 1888, aunque afirma que “no culpa a Warren con tanta severidad como otros” (pues a su juicio la pintada no era tan importante), subraya que Sir Charles incurrió en “un error con sus prisas metepatas y su imprudencia militar”.
Jefes policiales contemporáneos lo fustigaron abiertamente. Sir Henry Smith, jefe máximo de la Policía de la Ciudad de Londres, en sus memorias publicadas en 1910, From Constable to Commisioner, lo acusa de obstruir las investigaciones.
Sin embargo, hay especialistas que son más benévolos.
Stewart Evans y Keith Skinner adjudican al general buena intención cuando mandó borrar la pintada. Consideran que fue una medida lógica, dadas las circunstancias, y que estuvo correctamente fundamentada en “evitar sentimientos antisemitas”.
Otra peculiaridad de Charles Warren consistió en su adhesión a una logia masónica. Actualmente tal pertenencia está fuera de discusión y se la contempla como positiva. Tal el caso del historiador Jasper Ridley, quien alaba al General resaltando que fue un insigne Francmasón.
Empero, la condición de masón de Warren fue utilizada por el escritor Stephen Knight, en Jack the Ripper: The Final Solution de manera muy diferente.
Knight describe a Sir Charles implicado en un sórdido complot (en calidad de encubridor) para eliminar a las víctimas de Jack Destripador, en el marco de una trama destinada a proteger a la monarquía y a los masones frente al peligro de un escandaloso chantaje.